# Georges Clavigny
Georges Clavigny (né Jules-Auguste Besse le 19 octobre 1873 à Lyon et mort le 5 septembre 1952 à La Ferrière-au-Doyen)  est un écrivain français. On lui doit la série de romans populaires Le Vautour de la sierra parue chez Fayard au début du XXe siècle, et la série des Tilutin. Il a également été l'adaptateur en français du chef-d'œuvre de Winsor McCay, Little Nemo in Slumberland, paru à partir de juin 1908 sous le titre de Petit Nemo au pays des songes dans la revue La Jeunesse moderne, et ce jusqu'à la fermeture de la revue en 1909.

## Œuvres
Série Le Vautour de la sierra
- Le Vautour de la sierra, 1913
- Le Vautour est revenu, 1913
- La Fille du Vautour, 1914
- Le Cœur de Lolita, 1914
- Le Secret du Vautour, 1914

Série Tilutin, illustré par Édouard Yrondy
- Tilutin, le petit Parisien, 1921
- Tilutin fermier, 1924
- Les Œufs de Pâques de Tilutin, 1924
- Le Petit Noël de Tilutin, 1924
- Tilutin passe des examens, 1924
- Aventures de Tilutin, écolier parisien, 1932

Hors série
- L'Aéronef-Pirate, 1908
- Aventures de Thomas Barcasse, 1921
- Au pôle en aéro, 1922
- Les miroirs de M. Passebacho, 1923
- L'Irlandaise au grand cœur, 1927
- Margot la jolie, 1928
- Vaïti, la panthère du Pacifique, 1929
- Séduite et vengée, 1929